# Dąb Car
Dąb "Car" – jedno z najpotężniejszych drzew w Puszczy Białowieskiej, dzisiaj martwe.

## Opis
Wysokość dębu wynosi 41 m, obwód na wys. 130 cm od podstawy - 640 cm, znajduje się w kwartale 513A Puszczy Białowieskiej, niedaleko wsi Łozice. Objętość drzewa oceniana była na 70 m³. Dąb usechł w 1984 roku. Od ponad 20 lat stoi martwy na brzegu doliny rzeki Leśnej Prawej. Dziś pień jest już całkowicie pozbawiony kory, kilka konarów odłamało się i spoczywa u podstawy pnia.
Wiek tego dębu oceniany był na 450-500 lat.

## Dąb Car na Białorusi

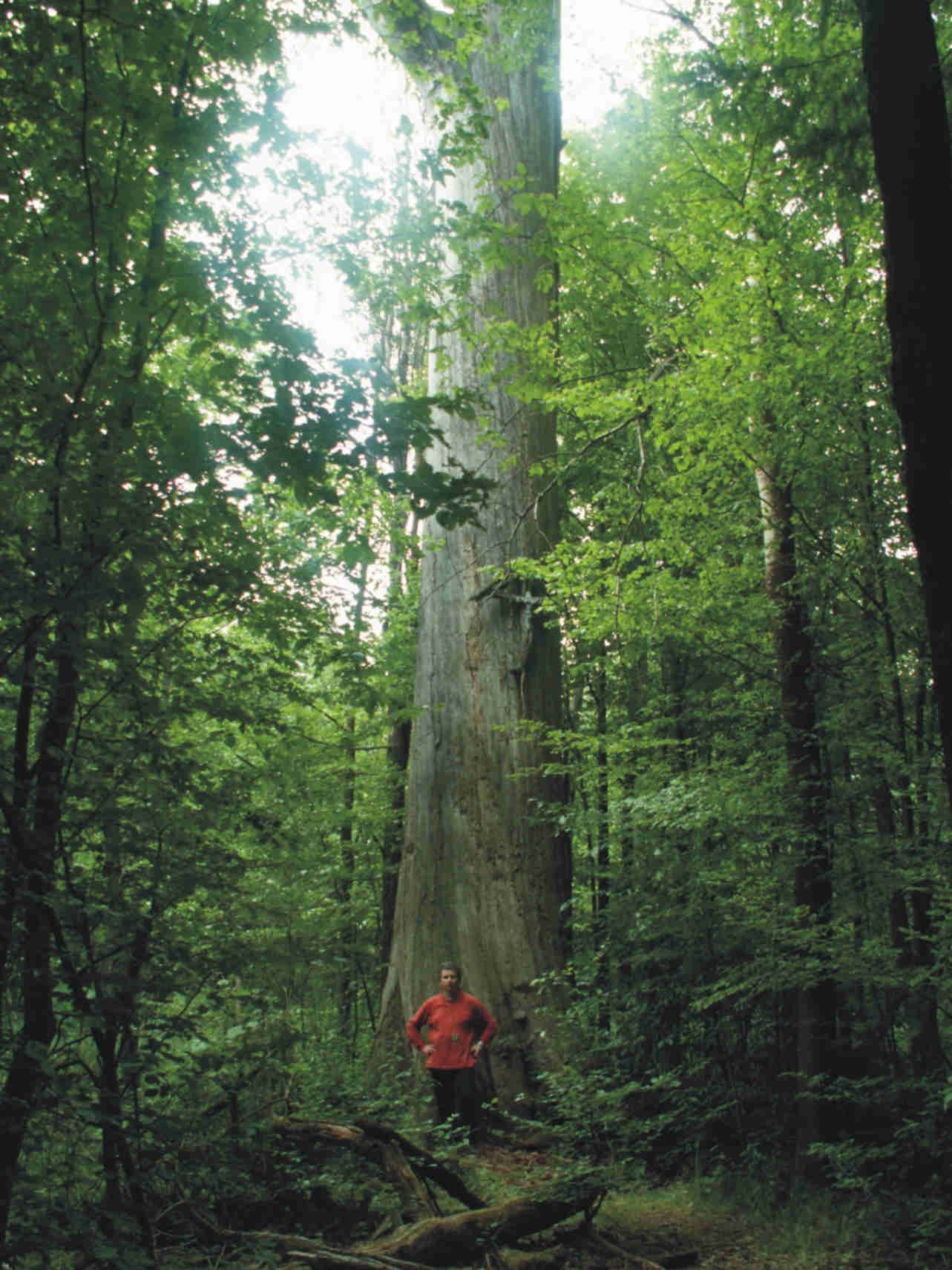
Pień dębu Car

Tę samą nazwę nosi największy i najstarszy dąb na Białorusi, Car-dub (Цар-дуб), określany też jako Pażeżynski car-dub (Пажэжынскі цар-дуб). Jego wysokość wynosi 46 metrów, wiek ponad 840 lat, znajduje się 2 km od wsi Romatowo Stare, w obwodzie brzeskim. W roku 1963 został pomnikiem przyrody.
Dąb car jest to popularne imię nadawane wielkim dębom, na obszarach kultury białoruskiej.

## Inne dęby o tej nazwie
Na Białorusi znajdują się również dwa inne dęby o tej nazwie. 
- we wsi Tadulina, wiek 400 lat
- w Wołkowyckim nadleśnictwie, wiek 500 lat[4].

Również i na Ukrainie znajduje się kilka dębów o tej nazwie, wśród nich zaporoski (1000-1100 lat).